# 许阿梅墓
许阿梅墓，位于中国广东省揭阳市普宁市流沙东街道北山村真武山，为普宁市的一个市级文物保护单位，类型为近现代重要史迹及代表性建筑，公布时间为1988年。
许阿梅墓的历史年代为清末。